# Regular Season (NFL)
Die National Football League (NFL) beginnt am Wochenende nach dem Labor Day. Die Regular Season dauert 18 Wochen, in denen jedes Team 17 Spiele austrägt. Traditionell werden die meisten Spiele an Sonntagnachmittagen ausgetragen. Pro Woche werden jedoch i. d. R. je ein Spiel am Sonntagabend und eines am Montagabend (Monday Night Football) ausgetragen. An manchen Spieltagen finden auch donnerstags Spiele statt. In den letzten Wochen der Regular Season (nachdem die NCAA Football Regular Season beendet ist) gestaltet die Liga den Spielplan so, dass ein bis zwei zusätzliche Spiele USA-weit im Fernsehen übertragen werden können, üblicherweise an Samstag- bzw. Donnerstagabenden.
Zusätzlich tragen die Dallas Cowboys und die Detroit Lions traditionell ein Heimspiel an Thanksgiving aus (Thanksgiving Classic). Seit 2006 wird an diesem Tag auch jeweils ein drittes Spiel zur Primetime angesetzt.

## Geschichte
| Anzahl der Regular Season-Spiel pro Team | Anzahl der Regular Season-Spiel pro Team |
| ---------------------------------------- | ---------------------------------------- |
| 1935–1936                                | 12 Spiele                                |
| 1937–1942                                | 11 Spiele                                |
| 1943–1945                                | 10 Spiele                                |
| 1946                                     | 11 Spiele                                |
| 1947–1960                                | 12 Spiele                                |
| 1961–1977                                | 14 Spiele                                |
| 1978–1981                                | 16 Spiele                                |
| 1982                                     | 9 Spiele (Streik)                        |
| 1983–1986                                | 16 Spiele                                |
| 1987                                     | 15 Spiele (Streik)                       |
| 1988–2020                                | 16 Spiele                                |
| seit 2021                                | 17 Spiele                                |

In den Anfangsjahren ab 1920 hatte die NFL keinen fixen Spielplan. Die Teams spielten mindestens 8 und höchstens 16 Spiele, viele davon gegen unabhängige professionelle Teams, College-Teams oder Amateur-Teams. Von 1926 bis 1946 trug jedes NFL-Team pro Saison 11 bis 15 Spiele aus, abhängig von der jeweiligen Anzahl von Teams, aus denen die Liga bestand. Von 1947 bis 1960 standen jeweils zwölf Spiele pro Team und Saison auf dem Spielplan. 1960 implementierte die neue gegründete Konkurrenzliga American Football League einen Spielplan, nach dem jedes Team 14 Spiele in 15 Wochen austrug. Jedes der acht Teams spielte zweimal gegen jedes andere und hatte ein spielfreies Wochenende. Die NFL reagierte 1961 darauf mit der Verlängerung der Regular Season auf 14 Spiele. Von 1961 bis 1977 spielte die NFL die 14 Spiele in 14 Wochen. Saisonbeginn war damals das Wochenende nach dem Labor Day, manchmal auch ein bis zwei Wochen später. Die Teams spielten zusätzlich sechs bis sieben Exhibition Games. 1977 erweiterte die NFL den Regular-Season-Spielplan auf 16 Spiele, was zu einer Reduktion der Exhibition Games auf vier führte. Bis 1989 wurden diese 16 Spiele in 16 Wochen ausgetragen.
1990 führte die NFL ein spielfreies Wochenende pro Team ein (16 Spiele in 17 Wochen). Das führte zum Labor-Day-Wochenende als Saisonbeginn. 1993 gab es zwei spielfreie Wochenenden pro Team, allerdings kehrte man bereits 1994 wieder zu einem zurück.
Seit 2002 setzt die NFL ein USA-weit im Fernsehen übertragenes Regular Season Kickoff Game am Donnerstagabend nach dem Labor Day an. Das erste trugen die New York Giants gegen die San Francisco 49ers am 5. September 2002 aus, im Gedenken an die Terroranschläge vom 11. September 2001. Seit 2004 trägt der amtierende Super-Bowl-Sieger das Kickoff Game als Heimspiel als offiziellen Start seiner Titelverteidigung aus. Frühester Saisonbeginn kann der 4. September sein (wie 2008, als der 1. September ein Montag war) und der späteste mögliche Saisonbeginn ist der 10. September (wie 2009, als der 1. September ein Dienstag war).

## Spielplan
Zurzeit setzen sich die 17 Spiele, die jedes Team während der Regular Season austrägt, nach folgendem System zusammen:

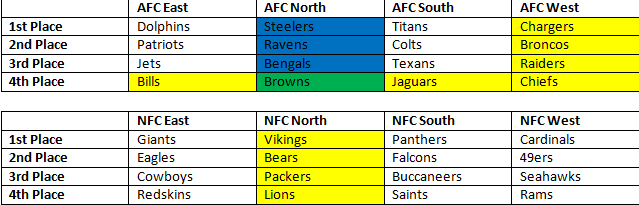
Ein Beispiel mit der bis 2020 gültigen Spielplanzusammensetzung eines einzigen Teams (den Browns). In diesem hypothetischen Spielplan spielen die Cleveland Browns zweimal gegen die blauen Teams, und einmal gegen die gelben Teams, also insgesamt 16 Spiele

- Jedes Team spielt zweimal gegen jedes der drei anderen Teams seiner Division: einmal zu Hause, einmal auswärts (6 Spiele)
- Jedes Team spielt einmal gegen alle vier Teams einer anderen Division seiner eigenen Conference gemäß einem 3-jährigen Rotationsprinzip: zwei Spiele davon zu Hause, zwei auswärts (4 Spiele)
- Jedes Team spielt einmal gegen alle vier Teams einer anderen Division der anderen Conference gemäß einem 4-jährigen Rotationsprinzip: zwei Spiele davon zu Hause, zwei auswärts (4 Spiele)
- Jedes Team spielt einmal gegen die anderen Teams seiner eigenen Conference, die in der Vorsaison in ihren eigenen Divisionen denselben Platz belegt haben wie das Team selbst, mit Ausnahme des Teams aus der Division, gegen die in dieser Saison ohnehin gespielt wird: ein Spiel zu Hause, eines auswärts (2 Spiele)
- Jedes Team spielt einmal gegen ein Team, das in der Vorsaison dieselbe Divisionsplatzierung erreichte, einer anderen Division der anderen Conference gemäß einem 4-jährigen Rotationsprinzip

Dieser Spielplan garantiert, dass alle Teams mindestens alle vier Jahre gegen jedes andere Team spielen und mindestens alle acht Jahre im Stadion jedes anderen Teams antreten müssen.
Vor 2002, als die Liga auf 32 Teams erweitert wurde, verwendete die NFL ähnliche Spielpläne, sie unterschieden sich aufgrund der unterschiedlichen Anzahl an Teams und Divisionen. Zwischen 1970 und 1994 und dann wieder zwischen 1999 und 2001 hatte die Liga unterschiedliche Anzahlen von Teams pro Division (4 bzw. 5) und daher keinen vollständig ausbalancierten Spielplan. Die Phase von 1995 bis 1998 war vor der letzten Erweiterung das einzige Mal nach der Fusion von NFL und AFL 1970, dass die Liga "ausbalanciert" war, sprich jede der sechs Divisionen umfasste fünf Teams. Außerdem spielte jedes Team vor 2002 immer gegen vier Teams aus der anderen Conference nach einem Rotationsprinzip, es gab aber kein Rotationsprinzip innerhalb der eigenen Conference. Das bedeutete, dass ein AFC-Team zwar regelmäßig gegen alle Teams der NFC antrat, es aber passieren konnte, dass es eine weitaus längere Zeit gegen ein anderes AFC nicht spielte. Beispielsweise trafen die Denver Broncos und die Miami Dolphins (beide AFC) zwischen 1970 und 2002 nur sechs Mal aufeinander, und zwischen 1976 und 1997 in 22 Spielzeiten nur ein einziges Mal. Nach dem aktuellen Spielplan treffen sie alle drei Jahre aufeinander.
Nach der Saison 2009 wurde ein gesamter Zyklus seit 2002 absolviert, d. h. jedes Team spielte gegen jedes andere mindestens einmal zu Hause und einmal auswärts. Für den nächsten Zyklus wurde der Spielplan leicht verändert, v. a. um den Ostküstenteams eine mehrmalige Reise an die Westküste in derselben Saison zu ersparen. Laut dem 2002er Zyklus mussten die Teams, die gegen die AFC-West-Teams spielten in derselben Saison nach Oakland und nach San Diego reisen, und jene, die gegen die NFC-West-Teams spielten, in derselben Saison nach San Francisco und Seattle. In der Saison 2008 mussten die New England Patriots und die New York Jets auswärts gegen alle vier der zuvor erwähnten Westküsten-Teams antreten. Laut dem 2010er Zyklus müssen die Teams in derselben Saison nur zu einem der Westküsten-Teams reisen (AFC West oder NFC West) und das zweite Auswärtsspiel bei einem Team, das näher dem Mittelwesten beheimatet ist, bestreiten:
- AFC: statt in Oakland in Denver und statt in San Diego in Kansas City
- NFC: statt in Seattle in Arizona und statt in San Francisco in St. Louis

## Spielpläne
Für die nächsten Spielzeiten sieht der Spielplan folgende Verteilung vor:
|        |           | Division  | Division  | Division  | Division  | Division  | Division  | Division  | Division  |
| Saison |           | AFC East  | AFC North | AFC South | AFC West  | NFC East  | NFC North | NFC South | NFC West  |
| ------ | --------- | --------- | --------- | --------- | --------- | --------- | --------- | --------- | --------- |
| 2018   | AFC       | South     | West      | East      | North     | South     | East      | North     | West      |
| 2018   | NFC       | North     | South     | East      | West      | South     | West      | East      | North     |
| 2019   | AFC       | North     | East      | West      | South     | East      | West      | South     | North     |
| 2019   | NFC       | East      | West      | South     | North     | North     | East      | West      | South     |
| 2020   | AFC       | West      | South     | North     | East      | North     | South     | West      | East      |
| 2020   | NFC       | West      | East      | North     | South     | West      | South     | North     | East      |
| 2021   | AFC       | South     | West      | East      | North     | West      | North     | East      | South     |
| 2021   | NFC       | South     | North     | West      | East      | South     | West      | East      | North     |
| 2021   | 17. Spiel | NFC East  | NFC West  | NFC South | NFC North | AFC East  | AFC West  | AFC South | AFC North |
| 2022   | AFC       | North     | East      | West      | South     | South     | East      | North     | West      |
| 2022   | NFC       | North     | South     | East      | West      | North     | East      | West      | South     |
| 2022   | 17. Spiel | NFC West  | NFC East  | NFC North | NFC South | AFC North | AFC South | AFC West  | AFC East  |
| 2023   | AFC       | West      | South     | North     | East      | East      | West      | South     | North     |
| 2023   | NFC       | East      | West      | South     | North     | West      | South     | North     | East      |
| 2023   | 17. Spiel | NFC South | NFC North | NFC West  | NFC East  | AFC West  | AFC North | AFC East  | AFC South |
| 2024   | AFC       | South     | West      | East      | North     | North     | South     | West      | East      |
| 2024   | NFC       | West      | East      | North     | South     | South     | West      | East      | North     |
| 2024   | 17. Spiel | NFC North | NFC South | NFC East  | NFC West  | AFC South | AFC East  | AFC North | AFC West  |
| 2025   | AFC       | North     | East      | West      | South     | West      | North     | East      | South     |
| 2025   | NFC       | South     | North     | West      | East      | North     | East      | West      | South     |
| 2025   | 17. Spiel | NFC East  | NFC West  | NFC South | NFC North | AFC East  | AFC West  | AFC South | AFC North |

## Spiele außerhalb der USA
Um die Vermarktung der NFL auch außerhalb der Vereinigten Staaten weiter voranzutreiben, gab es seitens der NFL schon seit Mitte der 1980er Jahre immer wieder Überlegungen, einzelne ausgewählte NFL-Spiele außerhalb der USA auszutragen. Dies wurde zunächst in Form von Vorbereitungsspielen, später durch separate Wettbewerbe (World League of American Football, dann NFL Europe) umgesetzt, beides jedoch ohne den erhofften kommerziellen Erfolg. Daher beschloss die NFL Anfang der 2000er Jahre, stattdessen einzelne Spiele der Regular Season in anderen Ländern auszutragen.
Im Oktober 2006 entschieden die Clubbesitzer der NFL-Teams, zukünftig ein bis zwei Spiele pro Saison in London auszutragen. Am 28. Oktober 2007 fand das erste NFL-Spiel im Wembley-Stadion in London statt, bei dem die Miami Dolphins (als nominelles Heimteam) mit 10:13 gegen die New York Giants verloren. Aus kommerzieller Sicht war das Spiel ein großer Erfolg, die Eintrittskarten waren bereits am ersten Vorverkaufstag vergriffen. In den Folgejahren bis einschließlich 2012 wurde jeweils ein Spiel der Regular Season im Londoner Wembley-Stadion ausgetragen.
Die Clubbesitzer einigten sich im weiteren Verlauf darauf, den Vertrag über die Austragung einzelner Spiele in London von ursprünglich 2011 vorzeitig um weitere fünf Jahre bis 2016 zu verlängern, wobei perspektivisch mehrere Spiele pro Saison in London ausgetragen werden sollten, was ab dem Jahr 2013 auch umgesetzt wurde, als erstmals zwei Spiele in London stattfanden. Ab 2014 waren es bereits drei Spiele pro Saison. Im Sommer 2015 einigte sich die NFL mit dem Londoner Fußballverein Tottenham Hotspur darauf, nach Fertigstellung ihres neuen Tottenham Hotspur Stadiums über zehn Jahre mindestens zwei Partien jährlich dort auszutragen. Zudem wurde der Vertrag mit dem Wembley-Stadion bis 2020 verlängert. Mit dem Twickenham Stadium kam eine dritte Spielstätte in London hinzu, in der 2016 und 2017 drei Partien stattfanden. In der Saison 2019 wurden erstmals Spiele im Tottenham Hotspur Stadium ausgetragen. Wegen der COVID-19-Pandemie wurden in der Saison 2020 keine Partien im Ausland gespielt; 2021 konnte die Serie mit zwei Spielen im Tottenham Hotspur Stadium trotz der anhaltenden Pandemie fortgesetzt werden.
Hinsichtlich der teilnehmenden Teams war vorgesehen, dass die St. Louis Rams von 2012 bis 2014 jährlich ein Spiel in London austragen, allerdings zogen sich die Rams nach ihrem Heimspiel in London 2012 aus den London Games zurück. Stattdessen waren die Jacksonville Jaguars von 2013 bis 2016 jedes Jahr im Wembley-Stadion zu sehen.
Neben den vorstehend beschriebenen Spielen in London liegen weitere Schwerpunkte der im Ausland ausgetragenen Spiele der Regular Season in Mexiko und Kanada. Das erste NFL-Spiel einer Regular Season außerhalb der USA war das Spiel zwischen den San Francisco 49ers und den Arizona Cardinals in Mexiko-Stadt im Jahr 2005, also bereits zwei Jahre vor dem ersten Spiel in London. Darüber hinaus trugen die Buffalo Bills von 2008 bis 2013 jeweils eines ihrer Spiele der Regular Season (und zusätzlich zwei Partien der Preseason) im Rogers Centre in Toronto aus. Im Jahr 2014 beschlossen die Bills, die fünf von sechs Partien in Toronto verloren hatten, wegen niedriger Zuschauerzahlen keine weiteren Partien in Kanada auszutragen.
Zur Saison 2016 kehrte man mit der Austragung eines Regular-Season-Spiels nach Mexiko zurück; die Austragung im Jahr 2005 war bis dahin die erste und letzte Austragung eines Spiels der Regular Season in Mexiko. Im Aztekenstadion in Mexiko-Stadt findet seitdem jährlich eine Partie der Regular Season statt. Allerdings wurde das Spiel in Mexiko 2018 wegen Unbespielbarkeit des Platzes abgesagt, in den Jahren 2020 und 2021 fiel es der COVID-19-Pandemie zum Opfer.
Vor der Saison 2021 einigten sich die NFL-Teams darauf, dass ab 2022 mindestens vier Partien pro Jahr im Ausland ausgetragen werden sollen und dass jedes Team in acht Jahren mindestens ein internationales Spiel bestreiten muss. Bis auf die Green Bay Packers hat bereits jede Mannschaft eine Regular-Season-Partie im Ausland gespielt.
Die erste Austragung eines NFL-Spiels in Deutschland erfolgte am 13. November 2022 in der Allianz-Arena in München.